# Tommy Hellsten

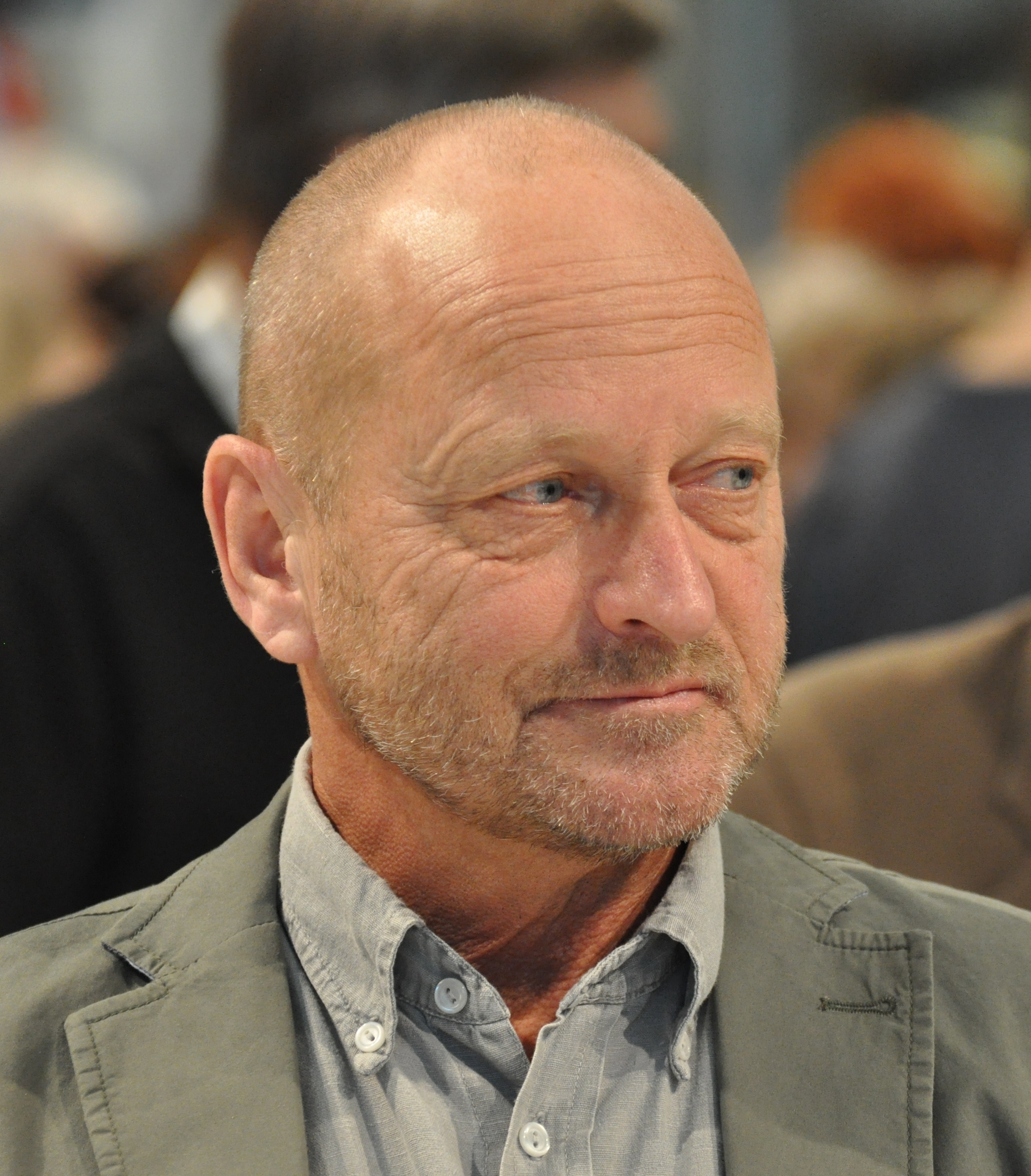
Tommy Hellsten.

Tommy Mauritz Hellsten, född 23 september 1951 i Lovisa, är en finlandssvensk luthersk teolog, terapeut, utbildare och författare. Han pratar svenska som modersmål men skriver huvudsakligen på finska. Han bor i Lovisa.
Hellsten studerade teologi vid Helsingfors universitet i sin ungdom. På 1990-talet kom han i kontakt med tolvstegsprogrammet, som hjälpte honom att sluta missbruka alkohol. Han blev sedan själv en terapeut inom rörelsen, men mer på egen hand och med kopplingar till kristen mystik och alternativ psykologi. Han hade en egen firma inom den alternativa terapi- och mentoreringsbranschen tillsammans med sin andra hustru Carita och sin son Mathias. Carita Hellsten var utbildad inom psykosyntesen, en alternativ psykoterapeutisk rörelse. 
Tommy Hellsten bor i Sibbo. Han arbetar hemifrån, och tillbringar mycket tid med att skriva böcker. Han har med tiden dragits alltmer åt mystiken, och en poetisk ådra gör sig också gällande, särskilt i romantrilogin "Han som såg mer". 
Hans främsta andliga inspiratörer har varit boken "Daglig kraft" (God calling) av "två lyssnare" från 1935, editerad av A.J.Russell från Oxfordgrupprörelsen. Tolvstegsrörelsen härstammar från Oxfordrörelsen, så det är inte förvånande att denna bok är Hellstens käraste andaktsbok. En annan viktig bok har varit "Papalagi. Tal av söderhavshövdingen Tuiavi från Tiavea" av Erich Scheurmann från 1920. Särskilt i den civilisationskritiska romantrilogin "Han som såg mer" finns klanger från Papalagi, som handlar om en fiktiv söderhavshövding som besöker Europas fallna kultur i början av 1900-talet. Förskräckelsen är stor över det han ser. 
Bland psykologer är det främst John Bradshaw med sin skammens psykologi som varit viktig. 
Tommy Hellsten har blivit mycket kritiserad i nordiskt kulturliv [källa behövs] för att ta avstånd från homosexualitet samt för en påstått ojämlik syn på förhållandet man-kvinna. 
Han är antagligen Finlands mest kända mystiker, läst i alla läger, även av stockkonservativa fundamentalister. Hans böcker har blivit nästan andliga bestsellers i Finland.